# 12 (број)
12 (дванаест) је број, нумерал и име глифа који представља тај број. То је паран природан број који следи после броја 11 а претходи броју 13.

### Хемија
- Атомски број хемијског елемента магнезијума је 12.